# Pepín Liria
José Liria Fernández dit « Pepín Liria », né le 10 mai 1970 à Cehegín (province de Murcie, Espagne), est un matador espagnol.

## Présentation
Il torée 88 fois en novilladas avant de prendre l'alternative
Il débute en France à Arles le 10 septembre 1994 devant Calista de l'élevage Terrubias en alternance avec José Ortega Cano et Javier Vásquez. Il se présente à Mexico le 15 octobre 1994, dans la plaza El Toreo aujourd'hui détruite, en compagnie de Manzanares (José María Dolls Abellán). En 2000 il a participé à 45 corridas et coupé 53 oreilles. il est réputé pour son courage et il n'hésite pas à affronter les taureau de combat les plus difficiles dans les plazas les plus importantes. L'année 2000 est marquée par une blessure à Mont-de-Marsan due à un taureau de Victorino Martín. Il fait encore partie des toreros sur lesquels  l'afición compte beaucoup en 2003. et jusqu'à sa despedida.

### Carrière
- Débuts en novillada sans picadors : 14 septembre 1988 à Murcie, où il tue un novillo de la ganadería de Tomás Sánchez Cajo dans la partie sérieuse du spectacle comique « El Bombero Torero ».
- Débuts en novillada avec picadors : Cehegín le 8 avril 1990, aux côtés de Vicente Bejarano et Miguel Carrasco. Novillos de la ganadería de Soto de la Fuente..
- Présentation à Madrid : 29 avril 1993, aux côtés de Jesús Romero et Juan José Trujillo. Novillos de la ganadería de Juan Antonio Ruiz Román.
- Alternative : A Murcie le 11 septembre 1993. Parrain, José Ortega Cano ; témoin, « Finito de Córdoba ». Taureaux de la ganadería de Torrestrella.
- Confirmation d’alternative à Madrid : 27 mars 1994. Parrain, David Luguillano ; témoin, Óscar Higares. Taureaux de la ganadería de Manuel Antonio Millares.
- Confirmation d’alternative à Mexico : 3 mars 2002. Parrain, Antonio Urrutia ; témoin, Rafael Ortega. Taureaux de la ganadería de Barralva.
- Le 11 septembre 2018 à Murcie (Espagne), juste avant le Paseo de la Corrida de la Presse, est dévoilée en son honneur une plaque célébrant son 25ème anniversaire d'Alternative. Il torée ce jour-là aux côtés de David Fandilla Marín dit « El Fandi » et de Andrés Roca Rey. Taureaux de la ganadería de Victoriano del Río.

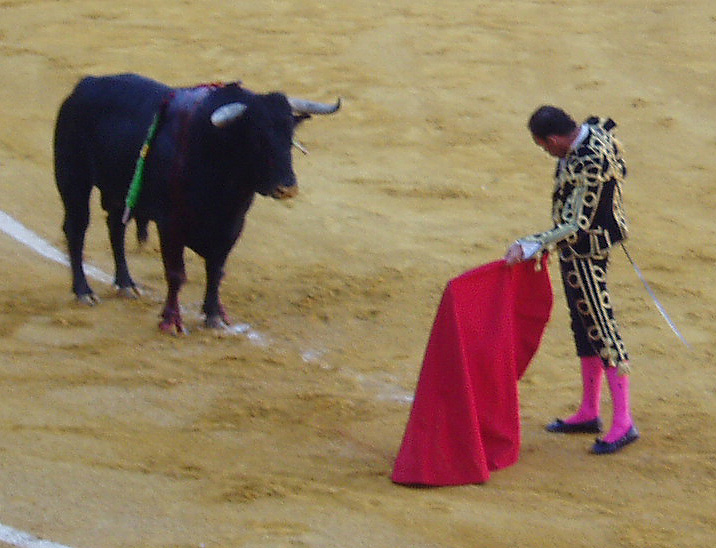
Pepín Liria au Puerto de Santa María lors de la corrida goyesque du 15 août 2008
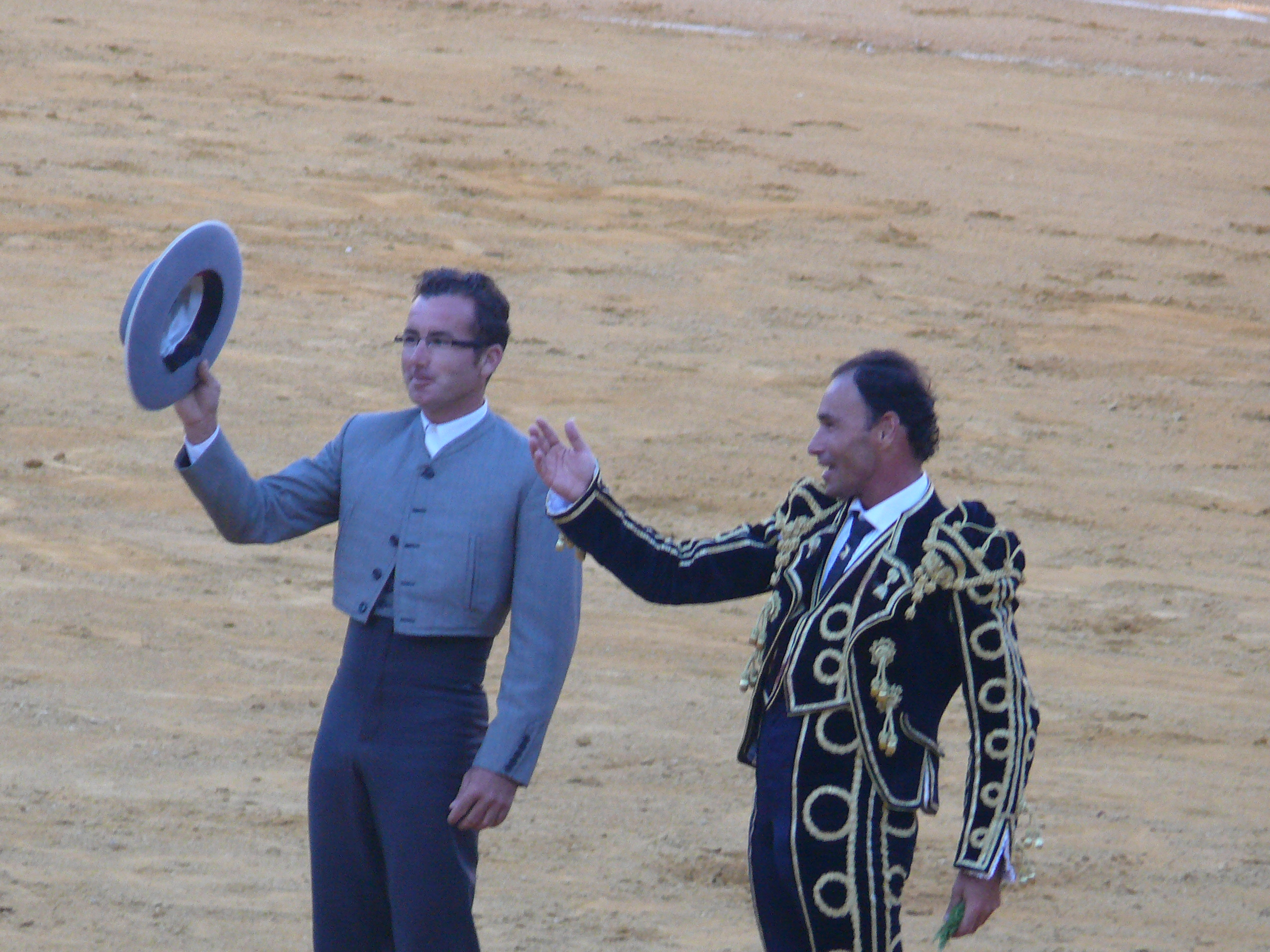
Le mayoral et Pepín Liria saluant le public après l'indulto du toro Insensato